# Pacific Bay Entertainment
 (août 2017).
Si vous disposez d'ouvrages ou d'articles de référence ou si vous connaissez des sites web de qualité traitant du thème abordé ici, merci de compléter l'article en donnant les références utiles à sa vérifiabilité et en les liant à la section « Notes et références ».
Pacific Bay Entertainment est une société de production américaine créée en 1997 par Scott McAboy, Don Bluth et Amy Sydorick.
Cette société produit des films et téléfilms américains comme : Tamagotchi: The Movie, Jinxed, Big Time Movie, Le Garçon qui criait au loup, Arnaque à la carte, Saved, Son of The Beach, Mes parrains sont magique en été, Santa Hunters, Adam et ses clones, Legends of the Hidden Temple, et Rufus.
Depuis les années 2000, Pacific Bay travaille avec de nombreux grands studios d'hollywoodiens comme : Universal Pictures, Paramount Pictures, 20th Century Fox, Imagine Entertainment et Warner Bros. Les dix dernières années[Quand ?], cette société de production a été en partenariat avec Nickelodeon Movies.

## Liste des films produits
| Titre                                               | Date de sortie    | Compagnie(s) de production                                              |
| --------------------------------------------------- | ----------------- | ----------------------------------------------------------------------- |
| Inferno                                             | 1998              | Sterling Pacific Films / Viacom Productions                             |
| The Apartment Complex                               | 31 octobre 1999   | Sterling Pacific Films                                                  |
| The Burbs                                           | octobre 2002      | Imagine Television                                                      |
| Revenge                                             | 15 mai 2007       | Fox 21                                                                  |
| Tamagotchi: The Movie                               | 15 décembre 2007  | TWE Family Pictures                                                     |
| Gym Teacher: The Movie                              | 12 septembre 2008 | Nickelodeon Productions                                                 |
| Joyeux Noël Drake et Josh                           | 5 décembre 2008   | Schneider's Bakery / Nickelodeon Productions                            |
| Spectacular!                                        | 16 février 2009   | Nickelodeon Productions                                                 |
| Le Garçon qui criait au loup                        | 23 octobre 2010   | Nickelodeon Productions                                                 |
| Best Player                                         | 12 mars 2011      | Nickelodeon Productions                                                 |
| Mes parrains sont magiques, le film : Grandis Timmy | 9 juin 2011       | Billionfold Inc / Frederator Studios / Nickelodeon Productions          |
| Big Time Movie                                      | 10 mars 2012      | Jack Mackie Pictures / Sony Music Productions / Nickelodeon Productions |
| Le Rêve du chanteur masqué (Rags)                   | 28 mai 2012       | Nickelodeon Productions                                                 |
| Mes parrains fêtent Noël                            | 29 novembre 2012  | Billionfold Inc / Frederator Studios / Nickelodeon Productions          |
| Arnaque à la carte                                  | 24 août 2013      | Nickelodeon Productions                                                 |
| La loi des Murphy                                   | 29 novembre 2013  | Nickelodeon Productions                                                 |
| Mes parrains sont magiques : Aloha !                | 2 août 2014       | Billionfold Inc / Frederator Studios / Nickelodeon Productions          |
| Santa Hunters                                       | 29 novembre 2014  | Nickelodeon Productions                                                 |
| Adam et ses clones                                  | 16 février 2015   | Nickelodeon Productions                                                 |
| Une croisière d'enfer                               | 19 juin 2015      | Nickelodeon Productions                                                 |
| Liar, Liar, Vampire                                 | 12 octobre 2015   | Nickelodeon Productions                                                 |
| Un ami qui tombe pile-poil                          | 18 janvier 2016   | Nickelodeon Productions                                                 |
| La Malédiction du temple maya                       | 26 octobre 2016   | Nickelodeon Productions                                                 |
| Un ami qui tombe pile poil 2                        | 16 janvier 2017   | Nickelodeon Productions                                                 |
| L'Incroyable Bibliothèque de M. Lemoncello          | 9 octobre 2017    | Random House Films / Nickelodeon Productions                            |

## Liste des films à venir
| Titre        | Date de sortie | Compagnie(s) de production |
| ------------ | -------------- | -------------------------- |
| Inside Voice | 2018           | Nickelodeon Productions    |

## Liste des séries télévisées produites
| Titre             | Début          | Fin              | Chaîne   |
| ----------------- | -------------- | ---------------- | -------- |
| Nom de code : TKR | 6 octobre 1997 | 18 mai 1998      | NBC      |
| Son of the Beach  | 14 mars 2000   | 1er octobre 2002 | FX       |
| Gigantic          | 8 octobre 2010 | 22 avril 2011    | TeenNick |